# GOトランジット
GOトランジット（ゴー・トランジット、英: GO Transit）は、カナダ・オンタリオ州トロントを中心とした地域都市間輸送を行う公共交通機関。現在、メトロリンクス（Metrolinx）というオンタリオ州公社によって運営されている。
GOトランジットの交通機関の利用者数は、鉄道とバスを合わせて年間のべ約5,000万人にのぼる。鉄道路線は「GOトレイン」（GO Train）と呼ばれ、ディーゼル機関車が二階建て客車を引く形で運行されている。バスは「GOバス」（Go Bus）と呼ばれ、荷物スペースのある大型バスによって地域都市間で運行されている。
「GO」とは、「Government of Ontario(オンタリオ州政府)」の略に由来する。

## 営業地域
GOトランジットの営業地域は、グレータートロントとハミルトン地域（GTHA、Greater Toronto and Hamilton area）で、トロントとハミルトンの他、ダラム、ヨーク、ピール、ハルトンを含みそれぞれの地方自治体に営業所を置いている。
GOトランジットはGTHA外のナイアガラ、シムコー郡、ダファリン郡、ウェリントン郡にも限定的ではあるがバス路線がある。バリーとブラッドフォードには例外的に、GOトレインの駅がある。
全体として、GOトランジットはトロント市街地から140km以上の距離に広がる1万平方キロ、700万人の人口の地域にサービスを提供している。西はハミルトン、キッチナーまで、北はオレンジビル、バリー、ビーヴァートンまで、東はポート・ペリー、ニューキャッスルまで運行されており、南はナイアガラフォールズ まで運行している。

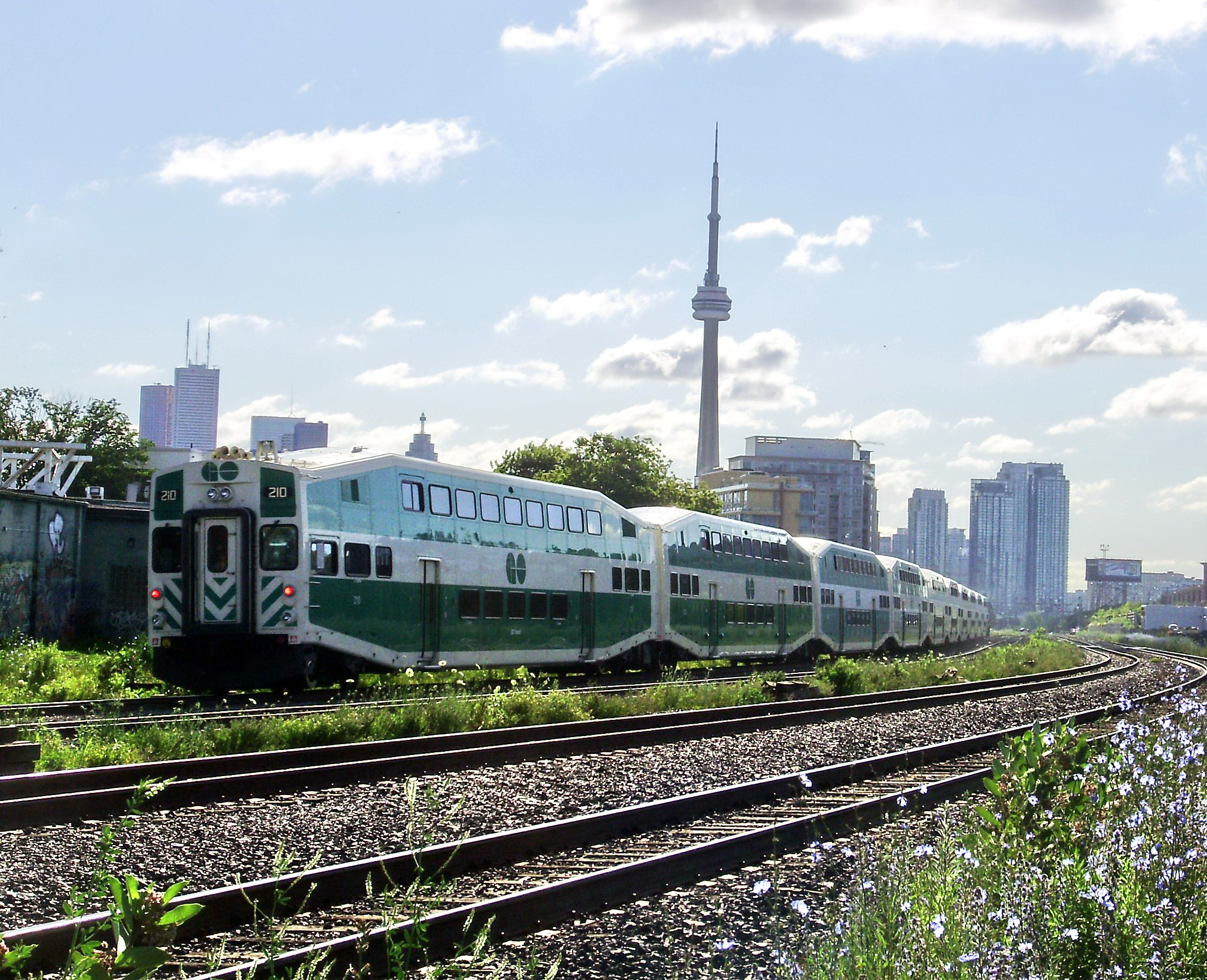
CNタワーを背にしたGOトレイン
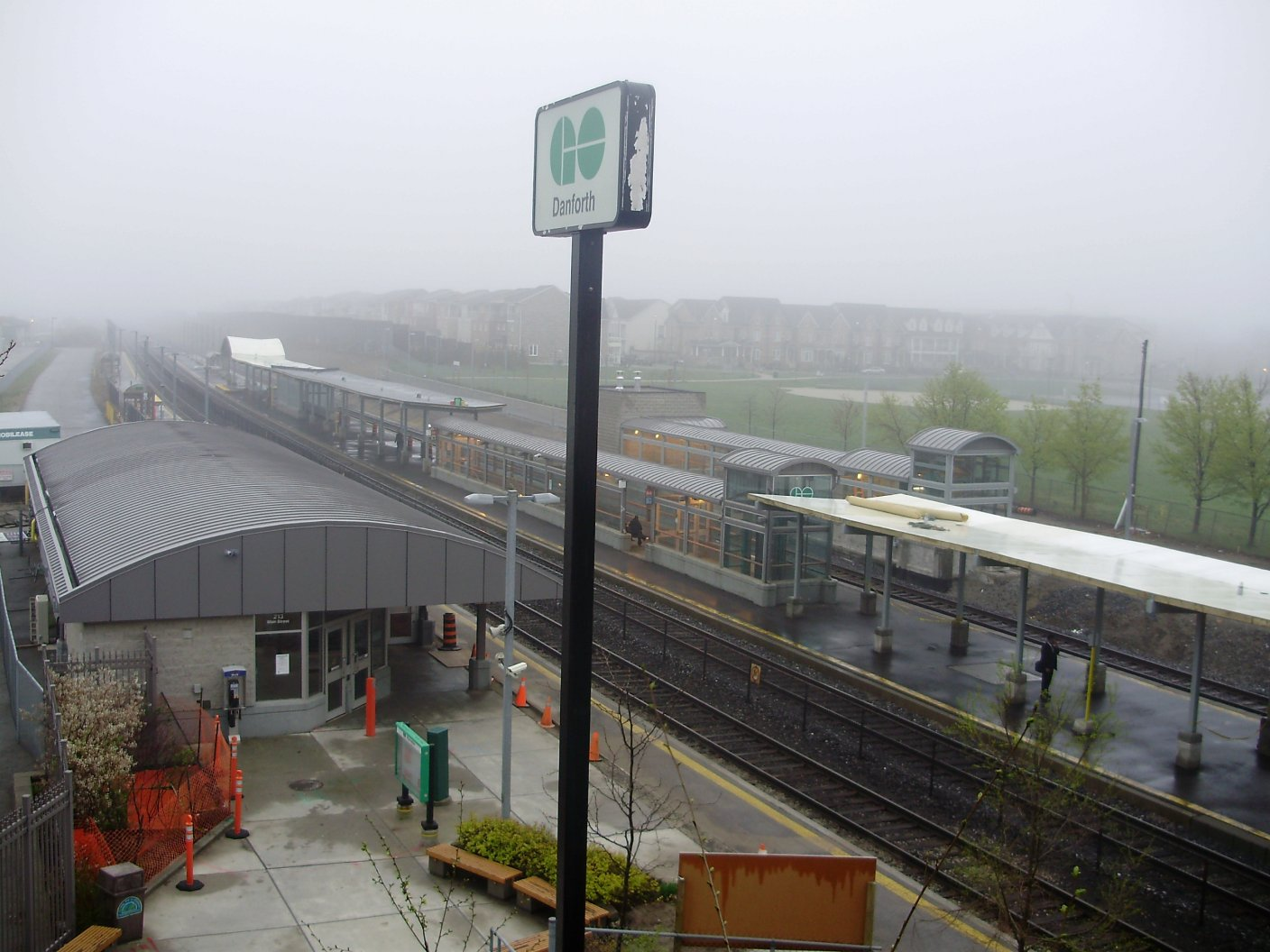
ダンフォース駅
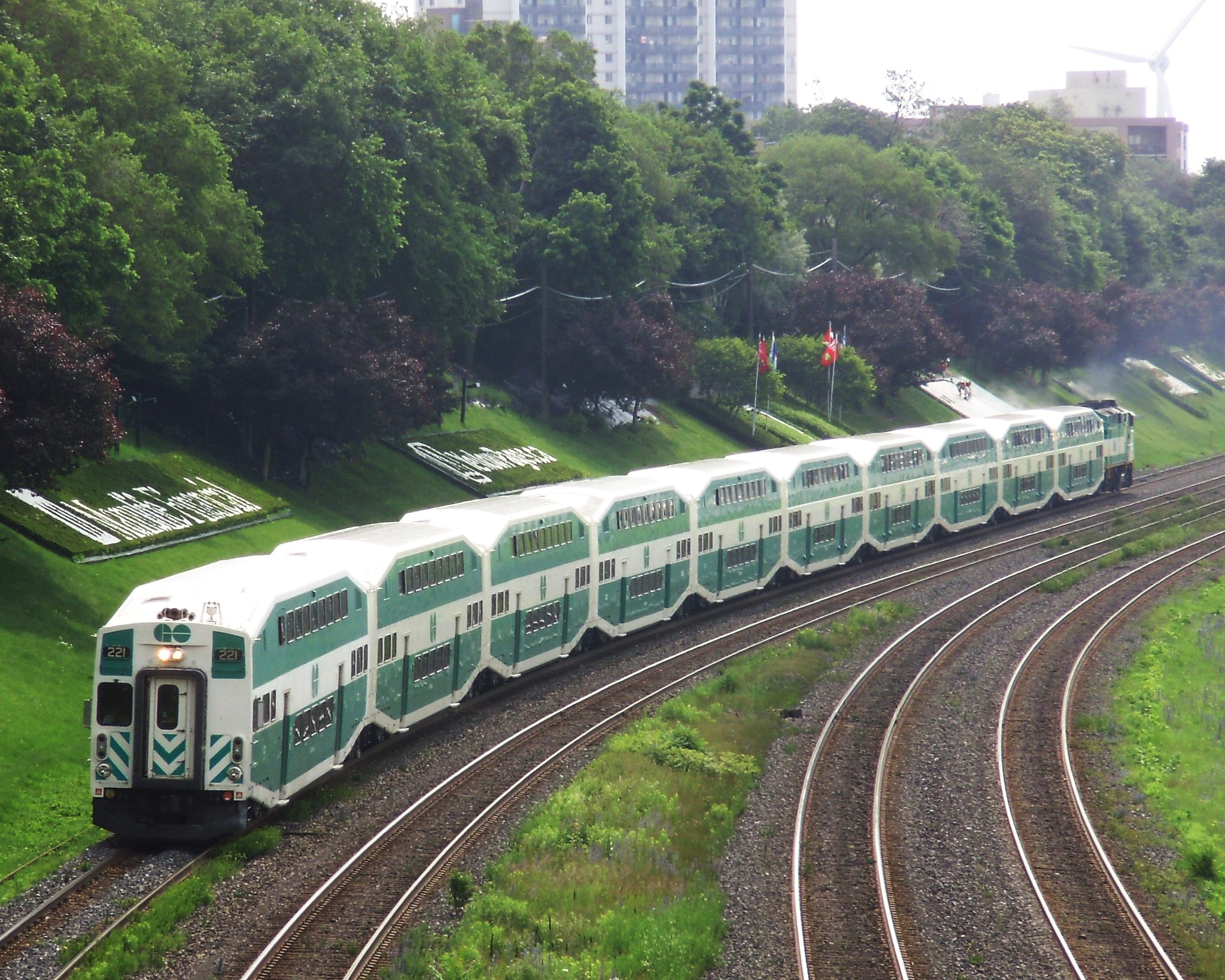
レイクショア・ウェスト線を走るGOトレイン
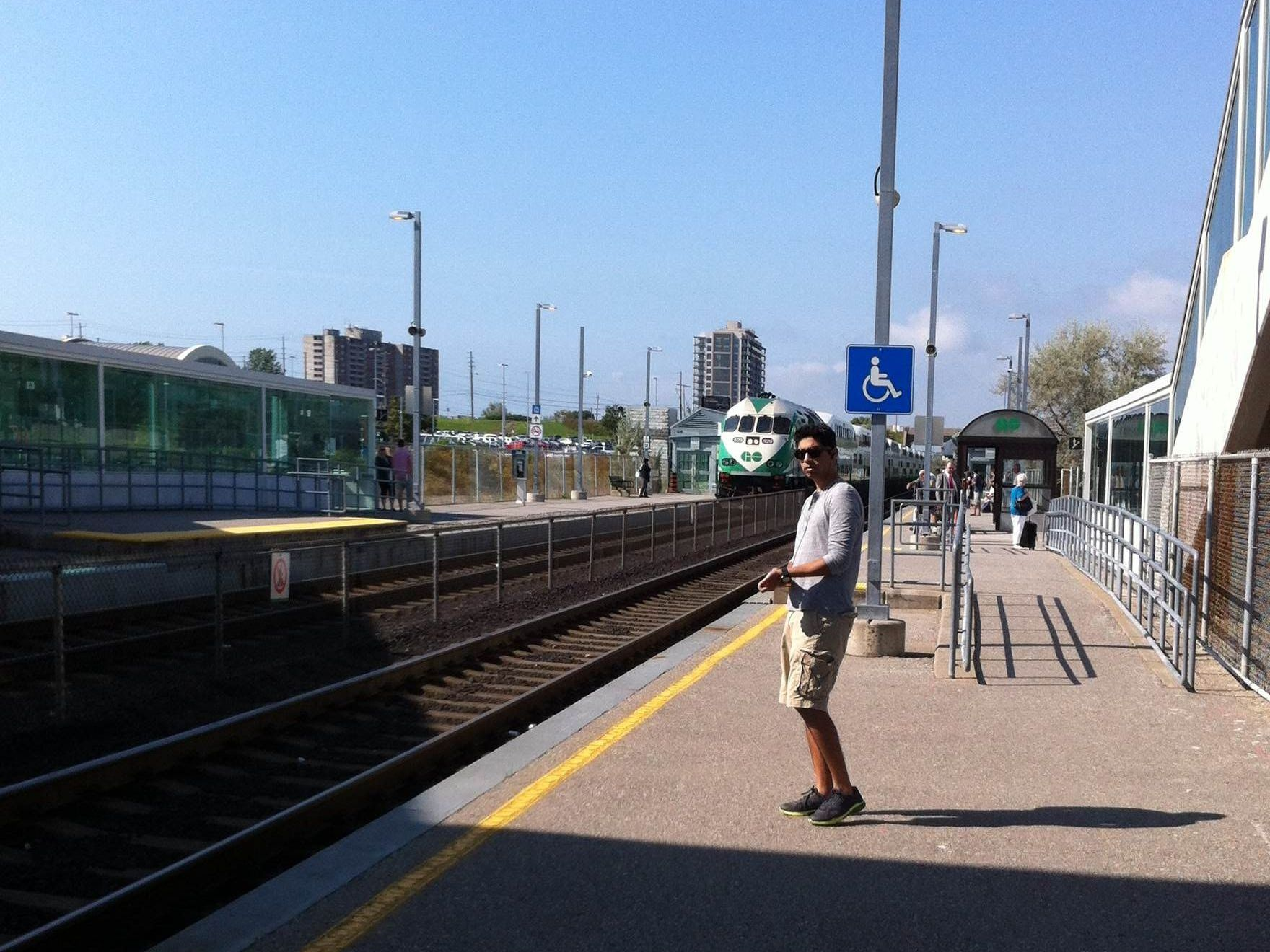
ピカリング駅

## 鉄道
日本の各通勤路線（中央線・東海道線・常磐線など）に該当する。
GOトランジットの鉄道路線は「GOトレイン（GO Train）」と呼ばれる。GOトレインの路線図にはトロントのユニオン駅発の7路線が掲載されており、路線名のほとんどは終着地をとって名付けられている。路線の色とアルファベットも記載されているが、通常は路線名で呼ばれることがほとんどである。また、カナダでは珍しく、日本の鉄道事業者で行われている、「指さし確認」を導入している。日本の指さし確認に興味を持っていた関係者が、休暇で日本を訪れた際に、目の当たりにしたのが採用のきっかけである。

### 路線
レイクショア・ウェスト線のAldershot駅までの区間とレイクショア・イースト線の日中は、ほぼ30分間隔のパターンダイヤで運行され、朝夕のラッシュ時には10分間隔前後で運行されるなど、この2つの路線は最も利用客数が多い。リッチモンド・ヒル線のみ土曜、日曜、祝日は運休する。
レイクショア・ウェスト線、レイクショア・イースト線、キッチナー線、ミルトン線では快速運転も行われており、先に発車した各駅停車が後続から来る快速列車の通過待ちを行うこともある。2015年に開通したトロント国際空港と中心部のユニオン駅を結ぶユニオン・ピアソン・エクスプレスはGOトレインの路線に含まれない。

#### 乗り方
多くの駅では駅係員が配置されていない無人駅である。乗車券や定期券、PRESTOカードはユニオン駅や空港など、ごく一部の駅でのみ購入可能である。
乗車時は日本の交通系ICカードに相当する、主にオンタリオ州の公共交通機関で利用可能な乗車カードである PRESTO、もしくはきっぷを買って乗車する。
きっぷは各駅の待合室、プラットホームやその付近の自動券売機、もしくは車内で直接車掌から購入する。PRESTO 利用時は車内又は駅のホーム上に多数設置されている緑色の簡易読み取り機にカードをタッチする。一部機械には、残高確認のためのボタンも設置されている。なお、全ての駅で自動改札機は設置されていない。
また、トロントの地下鉄（TTC）とは異なり、乗車距離に応じて運賃が変わるため、乗車駅と降車駅それぞれでタッチする必要がある。タッチし忘れた場合は不正乗車とみなし、罰金が課される。
| 記号 | 路線名                                                     | 終着駅（上）と自治体（下）                             | 主な沿線自治体                                       | 距離    | 年間利用者数 （2010年） | 営業最高 速度 | 開通   |
| A    | レイクショア・ウェスト線 （Lakeshore West line）           | Hamilton ハミルトン Niagara Falls ナイアガラフォールズ | バーリントン、オークビル ミシサガ セントキャサリンズ | 132km   | 14,849,600人            | 153 km/h      | 1967年 |
| B    | レイクショア・イースト線 （Lakeshore East line）           | Oshawa オシャワ                                        | ウィットビー、エイジャックス ピカリング              | 50.5km  | 11,818,800人            | 153 km/h      | 1967年 |
| C    | ミルトン線 （Milton line）                                 | Milton ミルトン                                        | ミシサガ                                             | 50.2km  | 7,348,200人             | 120 km/h      | 1981年 |
| D    | キッチナー線 （Kitchener line）                            | Kitchener キッチナー                                   | ゲルフ、ハルトンヒルズ ブランプトン、ミシサガ        | 102.7km | 4,634,200人             | 128 km/h      | 1974年 |
| E    | バリー線 （Barrie line）                                   | Allandale Waterfront バリー                            | ニューマーケット、オーロラ ヴォーン                  | 101.4km | 3,462,500人             | 130 km/h      | 1982年 |
| F    | リッチモンド・ヒル線 （Richmond Hill line）                | Bloomington リッチモンドヒル                           | マーカム                                             | 45.9km  | 2,330,700人             | 105 km/h      | 1978年 |
| G    | スタウフビル線 （Stouffville line）                        | Lincolnville ウィッチチャーチ＝スタウフビル            | マーカム                                             | 49.6km  | 3,597,900人             | 145 km/h      | 1982年 |
| UP   | ユニオン・ピアソン・エクスプレス （Union Pearson Express） | Pearson Airport Terminal 1 ミシサガ                    | ミシサガ                                             | 23.3km  |                         | 145 km/h      | 2015年 |

### 車両

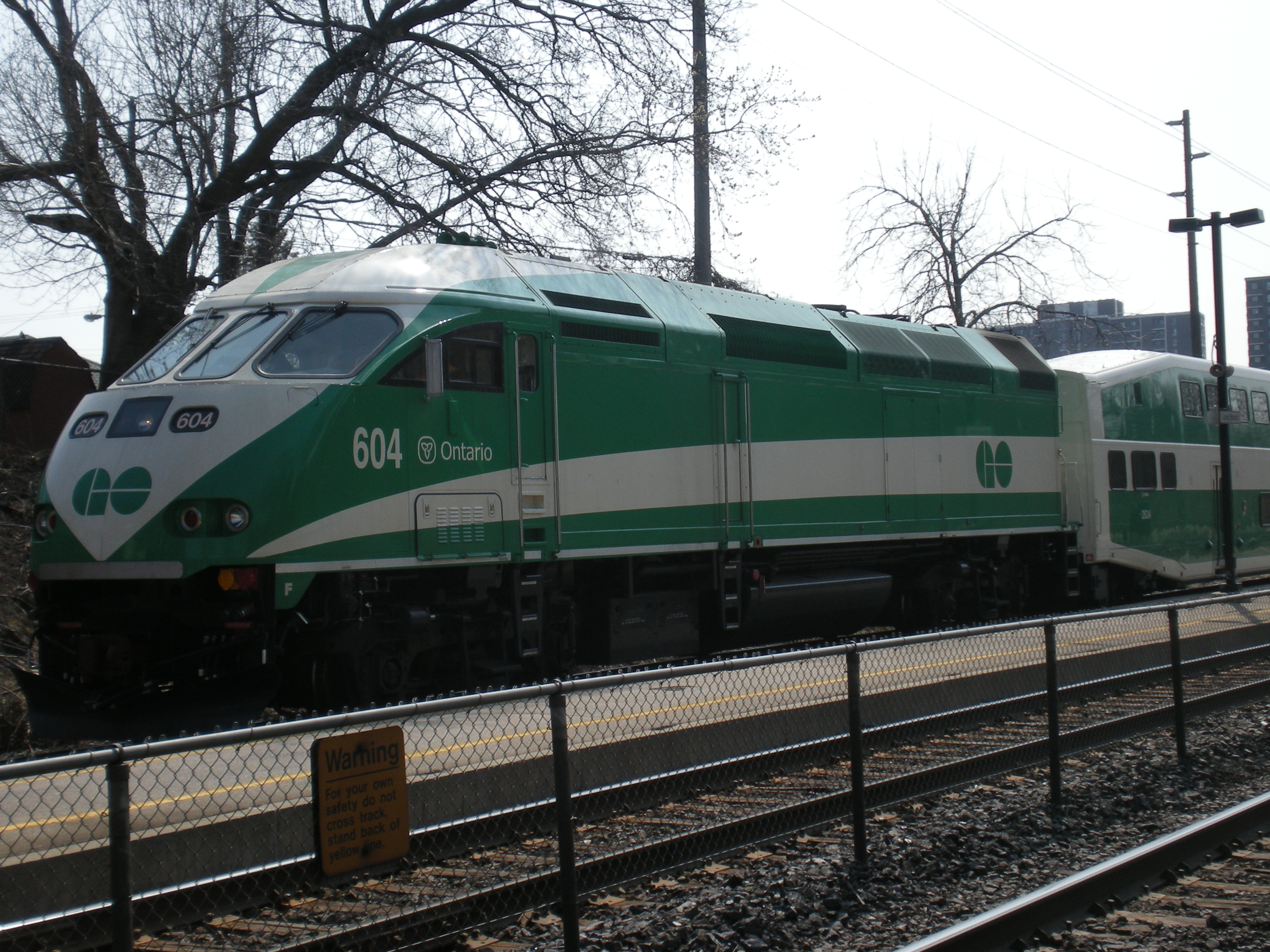
MP40PH-3Cディーゼル機関車

車両は機関車、客車共に緑と白の2色に塗り分けられ、客車は2階建てで横にのばした八角形のような形をしている。この車両はボンバルディア・バイレベル・コーチと呼ばれ、もともと1970年代にGOトランジットのために設計されたが、現在北米の数都市で通勤列車として使用されている。GOトレインは通常、プッシュプル方式で運行されている。
2025年頃に電化が完成すると電化対応の新型車両が導入される予定となっている。

### 将来計画

#### 延伸・新線計画
多くの路線で本数が少なく利便性に欠けることから、現在、メトロリンクス（Metrolinx）とオンタリオ州政府による大規模な新線や延伸計画（MoveOntario 2020）が進行中である。将来的にはパリのRERのようなシステムへと変貌する計画もある。電化も進められており、完成すると大幅な増発となる予定である。新線としてボルトン線（Bolton line）、シートン線（Seaton line）、ロカストヒル線（Locust Hill line）の開通も計画されている。
- ミルトン線 …  ケンブリッジまで延伸計画がある。
- レイクショア・イースト線 …   ボーマンビル（Bowmanville） までの延伸計画がある。
- スタウフビル線 …   ウックスブリッジ（Uxbridge） までの延伸計画がある。

#### 電化と増発
以下の区間が2025年頃までには電化される予定であり、電化区間は日中でも15分間隔での運行となる。「GO Regional Express Rail」と名づけられ、パリのRERなどに近い運行形態となる。
- レイクショア・ウェスト線の Aldershot - Union 間（55.7 km）
- レイクショア・イースト線の Oshawa - Union 間（50.5 km）
- キッチナー線の Bramalea - Union間（29.8 km）
- バリー線の Allandale Waterfront - Union 間（101.4 km）
- スタウフビル線の Old Elm - Union 間（49.6 km）

## バス

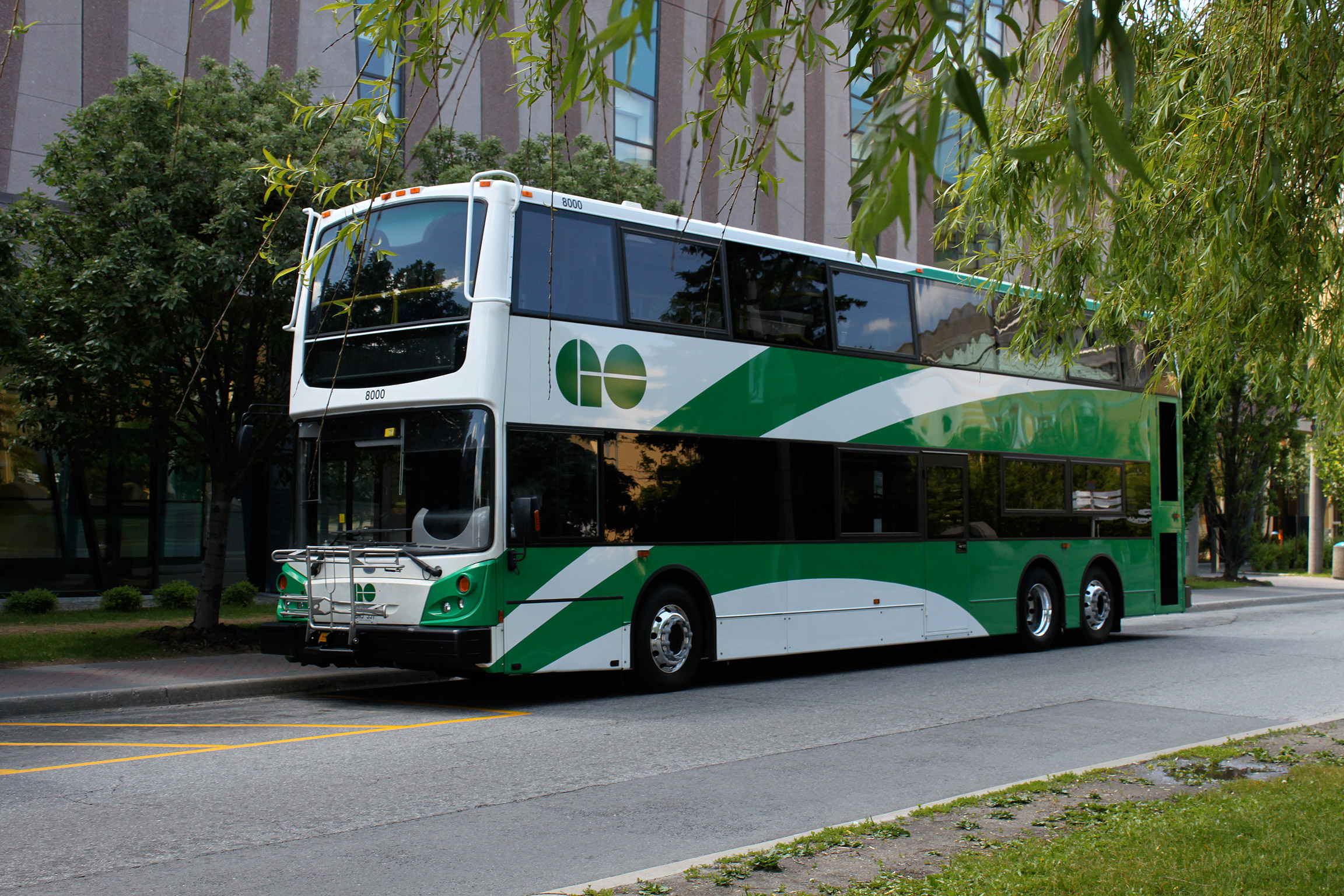
アレクサンダー・デニス・エンバイロ・500のノンステップバス

各鉄道駅から出発する形で、「GOバス」（GO Bus）の路線が運行されている。鉄道が通じていない地域や、運行外の時間にバスが運行されている場合も多い。トロントのダウンタウンには、ユニオン駅に隣接したバスターミナルに乗り入れている。長距離路線の場合は高速道路を走行する場合もある。トロント・ピアソン国際空港にもミシサガ中央部及び地下鉄ヨーク・ミルズ駅から乗り入れている。
ほとんどのバス車両は都市間交通用の50人乗り大型バスを使用しており、2008年4月に2階建てバスを一部路線で採用した。
GOバスの路線には15カ所のバスターミナルがあり、それぞれ地域のバス会社、交通局などと共用の場合が多い。